# Rivers Angels Football Club
Le Rivers Angels Football Club est un club de football féminin nigérian basé à Port Harcourt.

## Histoire
En 2019, le club bat les Confluence Queens en finale du championnat du Nigeria et décroche le titre.
Les Rivers Angels remportent le championnat du Nigeria en 2021. Le club participe à la Ligue des champions africaine pour sa première édition, en atteignant la finale du tournoi qualificatif de l'UFOA-B. Après deux défaites face à l'AS FAR et aux Mamelodi Sundowns, les Rivers Angels dominent les Vihiga Queens mais sont malgré tout éliminées dès la phase de poules.
Les Rivers Angels perdent aux tirs au but en finale de la coupe du Nigeria 2023 face aux Bayelsa Queens. Le club prend sa revanche en décrochant la coupe du Nigeria 2024 en battant les Naija Ratels en finale. En championnat, le club termine troisième du Super Six.
En 2025, les Rivers Angels remportent une dixième coupe du Nigeria face aux Nasarawa Amazons. C'est le club le plus titré dans cette compétition.

## Palmarès
- Championnat du Nigeria (7)
  - Champion : 1994, 2020, 2014, 2015, 2016, 2019 et 2021

- Coupe du Nigeria (10)
  - Vainqueur : 2010, 2011, 2012, 2013, 2014, 2016, 2017, 2018, 2024 et 2025

- Supercoupe du Nigeria (1)
  - Vainqueur : 2018
  - Finaliste : 2019

## Personnalités notables

### Anciennes joueuses
- Elizabeth Addo
- Chioma Ajunwa
- Cathy Bou Ndjouh
- Precious Dede
- Ngozi Ebere
- Stella Mbachu
- Chiamaka Nnadozie
- Evelyn Nwabuoku
- Osinachi Ohale
- Tochukwu Oluehi
- Francisca Ordega
- Ebere Orji
- Asisat Oshoala